# Nikiboko
Nikiboko – dzielnica (wijk) miasta Kralendijk w gminie zamorskiej Bonaire, na wyspie o tej samej nazwie, w Holandii Karaibskiej. Była początkowo jedną z pierwszych wiosek wyspy. Widnieje we fladze gminy zamorskiej, jako jeden z sześciu promieni gwiazdy. 1 stycznia 2020 r. liczyła 3475 mieszkańców. Leży w centralnej części miasta i pod względem liczby mieszkańców jest największą jego dzielnicą.
Miejscowość założona w 1825 r.. Zamieszkana była początkowo przez rybaków i rolników. 

## Kultura
W dniach 24 i 29 czerwca każdego roku obchodzi się tutaj uroczystość Świętych Apostołów Piotra i Pawła. Każdemu, kto ma na imię Jan, Joanna bądź Piotr i Piotra śpiewana jest przed domem serenada.
Znajduje się tutaj największa szkoła podstawowa (Kolegio Kristu Bon Wardador) wyspy. 

## Osoby

### urodzone w Nikiboko
- Hubert Booi, pisarz i poeta